# ボギスラフ14世 (ポメラニア公)

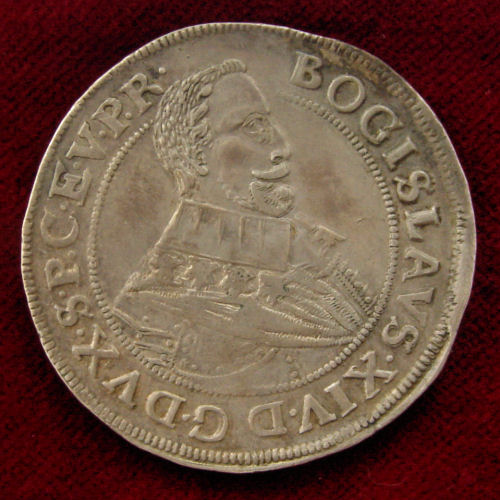
ボギスラフ14世の肖像が刻まれたターラー

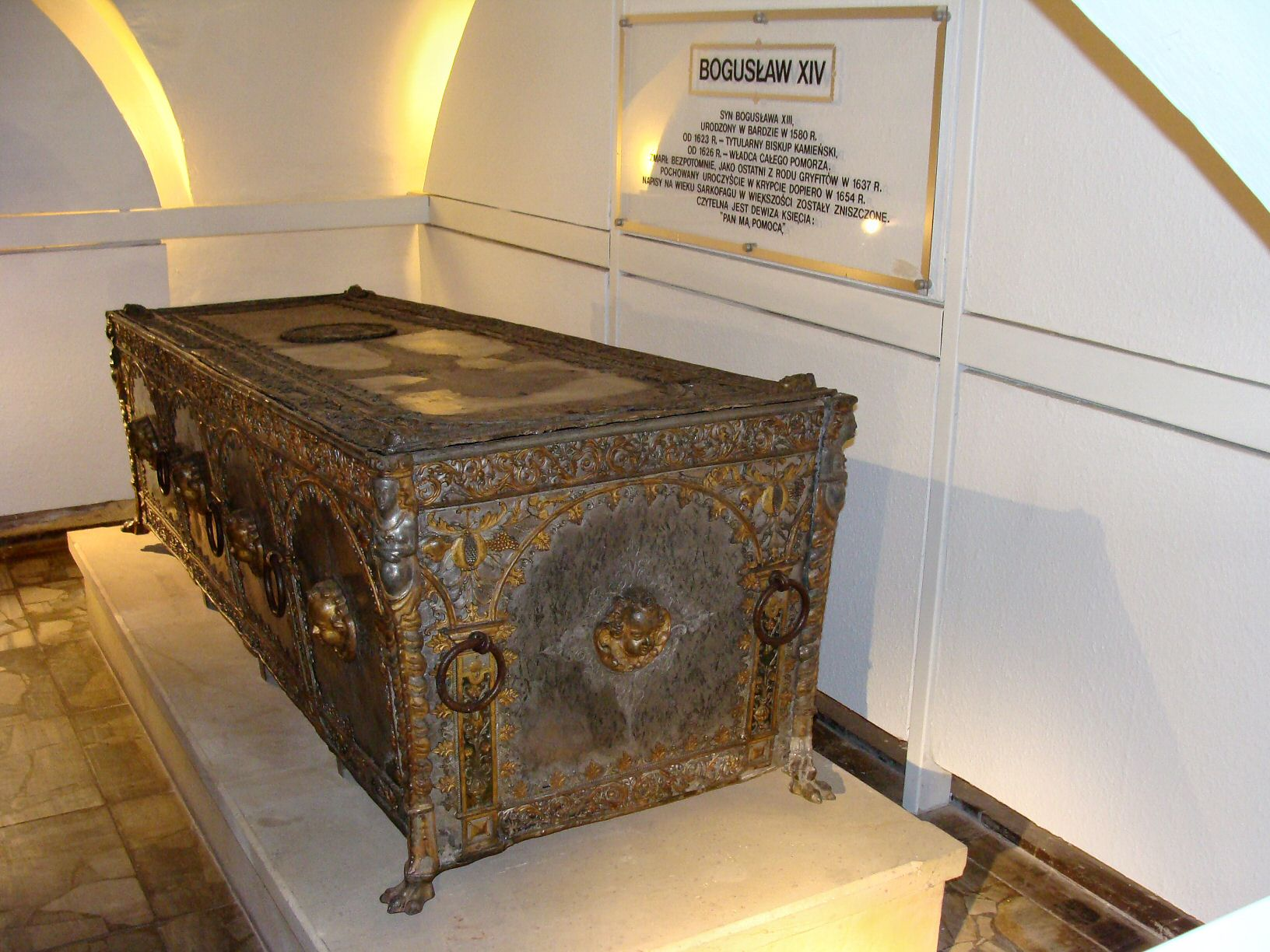
ボギスラフ14世の棺

ボギスラフ14世（ドイツ語：Bogislaw XIV., 1580年3月31日 - 1637年3月10日）またはボグスワフ14世（ポーランド語：Bogusław XIV）は、リューゲンヴァルデ（ダルウォボ）公（在位：1606年 - 1621年、1615年まで弟ゲオルク2世と共治）、ブコヴォ公（在位：1617年 - 1621年）、シュテッティン公（在位：1620年 - 1637年）、ヴォルガスト公（在位：1625年 - 1637年）、カミエン監督（在位：1622年 - 1637年）。

## 生涯
ボギスラフ14世はポメラニア公ボギスラフ13世とクララ・フォン・ブラウンシュヴァイク＝リューネブルクの間に第6子、三男として生まれた。幼い頃から父親により統治者として育てられた。ポメラニア議会に参加し、領地の法律について学んだ。1606年にドイツ、オランダ、イングランド、スコットランド、フランス、イタリアを旅行した。1606年に父ボギスラフ13世が死去すると、当初は弟のゲオルク2世とともに、1615年からは独立してリューゲンヴァルデ公領を統治した。その1年前の1614年10月27日にゾンダーブルクで結婚契約が結ばれ、およそ4か月後の1615年2月19日にリューゲンヴァルデにおいて、シュレースヴィヒ＝ホルシュタイン＝ゾンダーブルク公ハンスとエリーザベト・フォン・ブラウンシュヴァイク＝グルーベンハーゲンの娘エリーザベトと結婚した。1620年11月28日に兄フランツが嗣子なく亡くなった後、ボギスラフ14世はシュテッティン公領の実権を掌握し、1621年にリューゲンヴァルデ、ブコヴォ、カミエンを唯一生き残った弟ウルリヒに与えた。また、1620年代にクロイ公であった息子のエルネスト・ボジスローとともにポメラニアに戻った妹のアンナに1622年にスウプスク近郊のスモウジノ村を、その1年後にはスウプスクの居城を、1625年にはロヴォコウ山の周囲にある森林を与えた。弟ウルリヒの死後、1623年6月にカミエン監督となり、同時にヴォルガスト公フィリップ・ユリウスを補佐官に任命した。1625年にフィリップ・ユリウスが亡くなった後、ボギスラフ14世はヴォルガスト公領も自らの領土とし、それ以降西ポメラニア全土を統治した。
ボギスラフ14世の治世は三十年戦争の時期と一致しており、ポメラニアに駐留していた軍隊が領地を荒廃させ、非常に困難な時期であった（シュテッティンのあるポメラニアはスウェーデン軍にとって便利な地域であり作戦基地であった）。ボギスラフ14世は最善を尽くしたにもかかわらず、公国の中立を維持することができなかった。1627年、ボギスラフ14世はアルブレヒト・フォン・ヴァレンシュタイン指揮下の帝国軍の受け入れに同意することを余儀なくされた。1630年代、公国内は深刻な状況に陥り、貴族らにより君主の権力は大幅に制限されることとなった。
1633年4月、脳卒中により部分的に麻痺が残り、完全に回復することはなかった。同年6月、甥のエルネスト・ボジスロー・ド・クロイをカミエン監督職の後継者に任命し、ポーランド王ヴワディスワフ4世からエルネスト・ボジスローにレンボルクおよびビトゥフを与えてもらうよう望んだが失敗に終わった。2年後、ボギスラフ14世はノボガルトおよびマシェボを甥に譲った。
1637年3月10日、ボギスラフ14世はグリフ家最後の西ポメラニア統治者としてシュテッティンの城で死去した。遺言によりブランデンブルクのホーエンツォレルン家は継承から除外され、ポメラニアはスウェーデンの手に渡ることになった。1648年に署名されたヴェストファーレン条約は、スウェーデンとブランデンブルクに分割されたポメラニアの政治的消滅を確認した。ボギスラフ14世は1654年5月25日にシュテッティン城の聖オットー教会に埋葬された。